# Siemens-Schuckert E.III
Siemens-Schuckert E.III – niemiecki jednopłatowy jednoosobowy samolot myśliwski z I wojny światowej, zaprojektowany i zbudowany w wytwórni Siemens-Schuckertwerke GmbH. Wyprodukowana w małej serii maszyna trafiła do służby w Luftstreitkräfte w końcu 1916 roku i używana była głównie do szkolenia.

## Historia
Po zbudowaniu przez wytwórnię Siemens-Schuckertwerke GmbH niewielkiej serii myśliwców Siemens-Schuckert E.I, w kwietniu 1916 roku Idflieg złożyło zamówienie na ulepszoną wersję maszyny o oznaczeniu Siemens-Schuckert E.III. Do budowy E.III zaadaptowano kadłub i skrzydła E.I, zmieniając jedynie napęd na silnik rotacyjny Oberursel U.I o mocy 75 kW (100 KM). Identycznie jak poprzednik, E.III uzbrojony był w pojedynczy, stały zsynchronizowany karabin maszynowy LMG 08/15 kalibru 7,92 mm. W 1916 roku zbudowano sześć egzemplarzy seryjnych E.III, które otrzymały numery ewidencyjne od 620/16 do 625/16.
Rozwinięciem E.III miał być Siemens-Schuckert E.IV, wyposażony w kadłub o przekroju okrągłym, jednak pozostał na etapie projektu.

## Użycie
Pierwszy egzemplarz myśliwca Siemens-Schuckert E.III o numerze 620/16 został przekazany Luftstreitkräfte 9 września 1916 roku, trafiając do armijnego parku lotniczego nr 8 (niem. Armeeflugpark 8). Pozostałe pięć maszyn (621/16 – 625/16) zostało przekazanych w grudniu 1916 roku i trafiło do I wojskowej szkoły lotniczej w Kolonii (niem. Kampfeinsitzerschule I, Köln).

## Opis konstrukcji i dane techniczne
Siemens-Schuckert E.III był jednosilnikowym, jednoosobowym jednopłatem myśliwskim. Długość samolotu wynosiła 7,1 metra, a jego wysokość 2,8 metra. Rozpiętość skrzydeł wynosiła 10 metrów, a powierzchnia nośna 16 m². Masa własna wynosiła 478 kg, zaś masa całkowita (startowa) 678 kg.
Napęd stanowił chłodzony powietrzem 9-cylindrowy rotacyjny silnik gwiazdowy Oberursel U.I o mocy 75 kW (100 KM). Myśliwiec uzbrojony był w pojedynczy stały zsynchronizowany karabin maszynowy LMG 08/15 kalibru 7,92 mm.